# Peter Brotherton
Peter Brotherton (Boston, Lincolnshire, 4 de febrer de 1931) és un ciclista anglès, ja retirat, que s'especialitzà en el ciclisme en pista.
Els seus majors èxits els va aconseguir com a amateur. Va aconseguir dues medalles de plata als Mundials de persecució, i va acabar quart als Jocs Olímpics de 1956 en tàndem. També guanyà una medalla de plata als Jocs de l'Imperi Britànic i de la Comunitat de 1954. En acabar els Jocs de 1956 es quedà a viure a Austràlia.
Una vegada retirat va començar a construir marcs de bicicletes sota la marca Petrus.

## Palmarès
- 1957
  - 1r a la Bendigo Golden Mile
- 1958
  - 1r als Sis dies de Sydney (amb Sydney Patterson)